# SHL AB
SHL AB, är en intresseorganisation för de ishockeyklubbar i Sverige som har lag i Svenska Hockeyligan (SHL; tidigare Elitserien i ishockey). Den 9 oktober 1955 startades Svenska serieföreningen, och medlemmarna var lagen i dåvarande Division I och Division II. 1957 ändrades namnet till Serieföreningen elitishockey. Då Elitserien i ishockey startade säsongen 1975/1976 kom organisationens medlemmar att omfatta lagen i Elitserien, och den 1 januari 1995 antogs namnet Svenska Hockeyligan.

## Historia
Vid årsmötet 2001 genomfördes en omorganisation, den ideella föreningen upplöstes och all sportslig och kommersiell verksamhet förlades till Svenska Hockeyligan AB, vilken drivs som ett aktiebolag. Anledningen till ändringen var bland annat att skapa tydligare ansvarsförhållanden och effektivare administration.
I juni 2008 meddelade man att man utreder möjligheterna att dra sig ur Svenska Ishockeyförbundets elitserie och starta en egen liga, bland annat för att möta konkurrensen från KHL. Dessa planer lades på is i november 2011. Frölundas vd Mats Grauers hoppades på succé för turneringen European Trophy (som upplöstes i samband med formandet av Champions Hockey League 2013).
I juni 2013 ändrades namnet till SHL AB, i samband med att Elitserien bytte namn till SHL (Svenska Hockeyligan).
Vid omröstningar om större förändringar fanns tidigare vetorätt, men numera räcker det med 75 % av rösterna.
15 oktober 2018 meddelade SHL att Jörgen Lindgren avgår som VD efter kontroverser om hårdare krav på klubbar som ledde till protester från supportrar. Michael Marchal blev ny VD för SHL.
Den 2 april 2020 meddelades att Jenny Silfverstrand tar över sm VD.